# ブリーズベイ静岡
ブリーズベイ静岡株式会社（ブリーズベイしずおか）とは、静岡県静岡市駿河区において、高級シティホテル「ホテルグランヒルズ静岡」を運営している企業である。旧社名は株式会社ホテル小田急静岡で、小田急グループの企業であった。

## 概要
1995年（平成7年）、JR静岡駅南口地区の再開発事業で建てられた「サウスポット静岡」の18階から25階に開業する「ホテルセンチュリー静岡」の運営会社として設立される。
ホテルセンチュリー静岡は、小田急電鉄が観光事業の中核としてハイアット社と提携して開業したホテル「ハイアットリージェンシー東京」（ホテル小田急が運営）と同じグループに属し、沿線以外の出店としては4店舗目、飲食・バンケット・ウエディングなどにも重点を置いていた。

### 譲渡
2020年（令和2年）3月31日付けで、小田急電鉄はホテル小田急静岡の全株式をホテル運営・再生会社のブリーズベイホテル（横浜市）に譲渡したと同時に、商号をブリーズベイ静岡株式会社に変更した。ホテルの新名称は公募され、「ホテルグランヒルズ静岡」に決まり、10月から名称やロゴマークが一新された。